# Fluor
Fluor [ˈfluːoːɐ̯] ist ein chemisches Element mit dem Elementsymbol F und der Ordnungszahl 9. Im Periodensystem steht es in der 7. Hauptgruppe und gehört damit zur 17. IUPAC-Gruppe, den Halogenen, von denen es das leichteste ist. Es liegt unter Normalbedingungen in Form des zweiatomigen Moleküls F2 gasförmig vor und ist das reaktivste aller Elemente. Es reagiert mit allen Elementen mit Ausnahme der Edelgase Helium und Neon. Fluor ist farblos und erscheint stark verdichtet blassgelb. Es ist das elektronegativste aller Elemente und hat in Verbindungen mit anderen Elementen stets die Oxidationsstufe −1.
Der Name des Elementes ist von lateinisch fluores für Flussspat abgeleitet, dem natürlich vorkommenden Mineral Fluorit, das in der Metallurgie als Flussmittel zur Herabsetzung des Schmelzpunktes von Erzen verwendet wird.
Elementares Fluor ist stark ätzend und sehr giftig; sein durchdringender Geruch kann schon in geringeren Konzentrationen bemerkt werden. Dessen Salze – Fluoride und diverse Fluorokomplexsalze wie Natriummonofluorophosphat – sind in höherer Konzentration ebenfalls giftig. Schon in Spuren beeinflussen Fluor und Fluoride die Bildung von Knochen und Zähnen, insbesondere des Zahnschmelzes. Sie werden daher zur Prophylaxe von Zahnkaries in Zahnpasten eingesetzt sowie als Fluoridierung dem Trinkwasser oder dem Speisesalz zugesetzt.

## Geschichte
Das erste beschriebene Fluorsalz war das natürlich vorkommende Calciumfluorid (Flussspat). Es wurde 1529 von Georgius Agricola als Hilfsmittel zum Schmelzen von Erzen beschrieben. Es macht Erzschmelzen und Schlacken dünnflüssiger, lässt sie fließen (Flussmittel).
Carl Wilhelm Scheele beschäftigte sich ab 1771 erstmals eingehender mit Flussspat und seinen Eigenschaften sowie der daraus bei Säurebehandlung gebildeten Flusssäure. Er erforschte die Reaktionen bei Einwirkung von Flusssäure auf Glas unter Bildung von Siliciumtetrafluorid und Fluorkieselsäure. Eine weitere Eigenschaft, die er an Flussspat entdeckte, war die Fluoreszenz, die nach dem Mineral benannt ist.

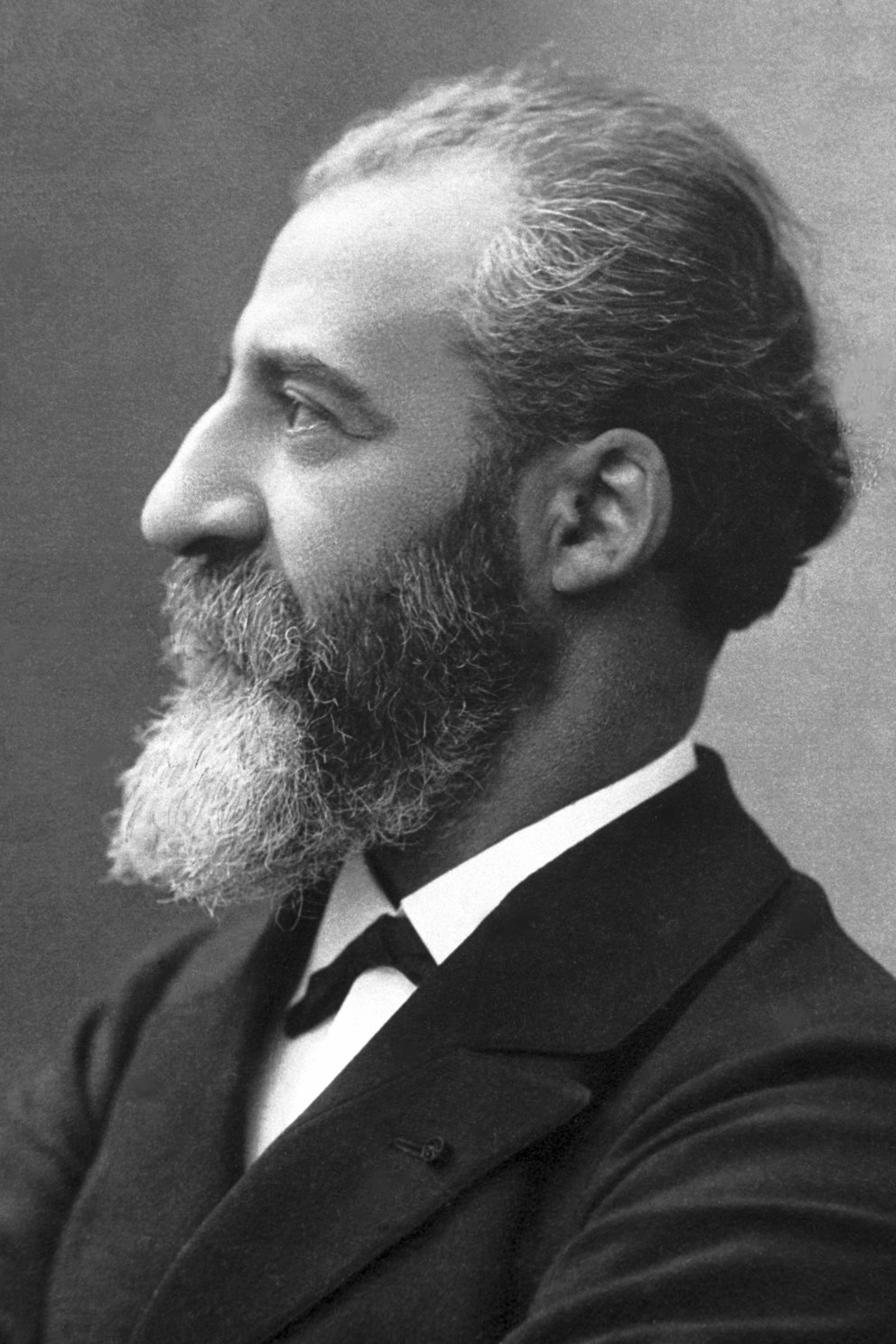
Henri Moissan

In einem Leserbrief an das Philosophical Magazine, der lediglich mit dem Kürzel „E.B.“ signiert ist, beklagte 1808 der Schreiber das seiner Meinung nach inkonsequente Vorgehen bei der Namensgebung für neue Elemente. In einem Nachtrag schlug er für den in der Flusssäure (engl.: fluoric acid) gebundenen Grundstoff den Namen Fluor vor. André-Marie Ampère äußerte in einem Brief vom 25. August 1812 an Humphry Davy den Gedanken, dass wie in der Salzsäure auch in der Flusssäure das Radikal (engl. fluorine, gelegentlich auch fluorin, in Analogie zu chlorine für Chlor) an Wasserstoff gebunden sei. Danach versuchten viele Chemiker, das Element zu isolieren, was wegen seiner Reaktivität und Giftigkeit aber schwierig war. Am 26. Juni 1886 gelang es Henri Moissan erstmals, elementares Fluor herzustellen und zu charakterisieren. Er erhielt es durch Elektrolyse einer Lösung von Kaliumhydrogendifluorid in flüssigem Fluorwasserstoff bei tiefen Temperaturen in einer speziell entwickelten Apparatur (teilweise aus Flussspat). Für diese Leistung erhielt Moissan 1906 den Nobelpreis für Chemie.
Aufschwung nahm die Fluorherstellung im Zweiten Weltkrieg, zum einen durch die Entwicklung der Atomwaffen in den USA (Manhattan-Projekt), da die Isotopenanreicherung von 235Uran über gasförmiges Uranhexafluorid (UF6) erfolgt, das mit Hilfe von elementarem Fluor hergestellt wird. Zum anderen betrieb die I.G. Farben in Gottow damals eine Fluorelektrolyse-Zelle, deren Produkt angeblich nur zur Herstellung eines neuen Brandmittels (Chlortrifluorid) für Brandbomben dienen sollte. Ob es in Deutschland damals möglich gewesen wäre, mit Hilfe dieser Fluorproduktion 235Uran anzureichern, ist kontrovers diskutiert worden.
In Knochen wird Fluor über tausende Jahre angereichert, wenn sie als Fossilien in Erdreich eingebettet sind. Dieser Umstand wurde vor allem zwischen 1950 und 1970 in Form der Fluor-Datierung für die Altersbestimmung von Knochenfunden genutzt.

## Vorkommen

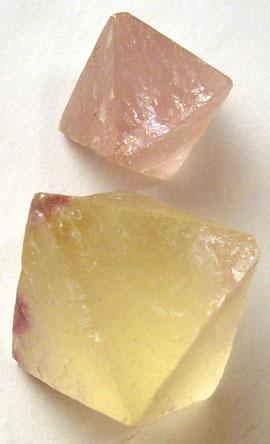
Fluoritkristalle

In der Erdkruste ist Fluor mit 525 ppm ein relativ häufiges Element. Es kommt aufgrund seiner Reaktivität in der Natur nur äußerst selten elementar, sondern fast ausschließlich gebunden als Fluorid in Form einiger Minerale vor. Eine Ausnahme bildet Stinkspat (eine uranhaltige Fluorit-Varietät) u. a. aus Wölsendorf, sowie Villiaumit, in denen geringe Mengen elementares Fluor durch Radiolyse entstanden sind, was bei mechanischen Bearbeitungen einen starken Geruch durch freigesetztes Fluor verursacht. Meerwasser enthält wenig gelöste Fluoride, da bei Anwesenheit von Calcium die Löslichkeit durch Bildung von schwerlöslichem Calciumfluorid eingeschränkt wird. Die häufigsten Fluorminerale sind der Fluorit CaF2 und der Fluorapatit Ca5(PO4)3F. Der größte Teil des Fluors ist in Fluorapatit gebunden, jedoch enthält dieser nur einen geringen Massenanteil Fluor von ca. 3,8 %. Daher wird Fluorapatit nicht wegen seines Fluorgehaltes, sondern vor allem als Phosphatquelle abgebaut. Die Hauptquelle für die Gewinnung von Fluor und Fluorverbindungen ist der Fluorit. Größere Fluoritvorkommen existieren in Mexiko, China, Südafrika, Spanien und Russland. Auch in Deutschland findet sich Fluorit, beispielsweise im eingangs erwähnten Wölsendorf.
Ein weiteres natürlich vorkommendes Fluormineral ist Kryolith Na3AlF6. Die ursprünglich bedeutenden Kryolithvorkommen bei Ivigtut auf Grönland sind ausgebeutet. Das in der Aluminiumproduktion benötigte Kryolith wird heute chemisch hergestellt.
Fluorid-Ionen kommen daneben auch in einigen seltenen Mineralen vor, in denen sie die Hydroxidgruppen ersetzen. Beispiele sind Asbest sowie der Schmuckstein Topas Al2SiO4(OH, F)2, Sellait MgF2 und Bastnäsit (La,Ce)(CO3)F. Eine Übersicht gibt die Kategorie:Fluormineral.
Einige wenige Organismen können Fluoride in fluororganische Verbindungen einbauen. Der südafrikanische Busch Gifblaar und weitere Pflanzenarten der Gattung Dichapetalum können Fluoressigsäure synthetisieren und in ihren Blättern speichern. Dies dient zur Abwehr von Fressfeinden, für die Fluoressigsäure tödlich wirkt. Die Giftwirkung wird durch Unterbrechung des Citratzyklus ausgelöst.

## Gewinnung und Darstellung

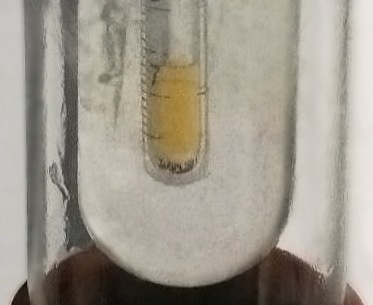
Flüssiges Fluor

Das Ausgangsmaterial für die Gewinnung elementaren Fluors und anderer Fluorverbindungen ist überwiegend Fluorit (CaF2). Aus diesem wird durch Reaktion mit konzentrierter Schwefelsäure Fluorwasserstoff gewonnen.
{\displaystyle \mathrm {CaF_{2}+H_{2}SO_{4}\longrightarrow CaSO_{4}+2\ HF} }
Reaktion von Calciumfluorid mit Schwefelsäure.
Eine weitere Quelle für Flusssäure ist die Phosphatgewinnung, bei der Flusssäure als Abfallprodukt bei der Verarbeitung von Fluorapatit entsteht.
Der größte Teil der produzierten Flusssäure wird zur Herstellung fluorierter Verbindungen eingesetzt. Wo dazu die Reaktivität der Flusssäure nicht ausreicht, gelangt elementares Fluor zum Einsatz, das aus einem kleineren Teil der HF-Produktion gewonnen wird.
Da Fluor eines der stärksten Oxidationsmittel ist, kann es auf chemischem Weg nur sehr umständlich und nicht wirtschaftlich gewonnen werden. Stattdessen wird ein elektrochemisches Verfahren eingesetzt. Die Bruttoreaktion verläuft gemäß:
{\displaystyle \mathrm {2\ HF\longrightarrow H_{2}+F_{2}} }
Das Verfahren wird nach Henri Moissan benannt. Dabei wird kein reiner Fluorwasserstoff zur Elektrolyse verwendet, sondern eine Mischung von Kaliumfluorid und Fluorwasserstoff im Verhältnis von 1:2 bis 1:2,2. Der Hauptgrund für die Verwendung dieser Mischung liegt darin, dass die Leitfähigkeit der Schmelze im Vergleich zu reinem Fluorwasserstoff, der wie reines Wasser Strom nur sehr wenig leitet, stark erhöht ist. Für die Elektrolyse ist es wichtig, dass die Schmelze komplett wasserfrei ist, da sonst während der Elektrolyse Sauerstoff anstatt Fluor entstehen würde.

Schema einer Fluor-Elektrolysezelle

Technisch wird das sogenannte Mitteltemperatur-Verfahren mit Temperaturen von 70 bis 130 °C und einer Kaliumfluorid-Fluorwasserstoff-Mischung von 1:2 angewendet. Bei höheren Fluorwasserstoffgehalten würde ein größerer Dampfdruck entstehen, so dass bei tiefen Temperaturen und aufwändiger Kühlung gearbeitet werden müsste. Bei niedrigeren Gehalten (etwa 1:1) sind die Schmelztemperaturen höher (1:1-Verhältnis: 225 °C), was den Umgang erheblich erschwert und die Korrosion fördert. Die Elektrolyse findet mit Graphit-Elektroden in Zellen aus Stahl oder Monel statt, die zusätzliche Eisenbleche zur Trennung von Anoden- und Kathodenraum enthalten, um eine Durchmischung der entstehenden Gase zu verhindern. An die Elektroden wird eine Spannung von etwa 8–12 Volt angelegt. Der bei der Elektrolyse verbrauchte Fluorwasserstoff wird kontinuierlich ersetzt.
Das Rohfluor, das die Elektrolysezelle verlässt, ist mit Fluorwasserstoff verunreinigt, enthält aber auch Sauerstoff, Tetrafluormethan (CF4) und andere Perfluorcarbone, die durch Reaktion von Fluor und dem Elektrodenmaterial entstehen. Diese Verunreinigungen können durch Ausfrieren und Adsorption von Fluorwasserstoff an Natriumfluorid entfernt werden.
Eine Aufsehen erregende Reaktion zur Synthese von Fluor im Labormaßstab, die ohne Elektrochemie auskommt, wurde im Jahr 1986 von Karl O. Christe mitgeteilt. Die experimentellen Details wurden in der Zeitschrift Inorganic Chemistry beschrieben.
Hierzu wird das Dikaliumsalz der Hexafluoromangan(IV)säure – Dikaliumhexafluoromanganat(IV), K2MnF6 – mit Antimon(V)-fluorid SbF5 versetzt, wobei molekulares Fluor und Mangan(III)-fluorid gebildet wird. Zunächst entsteht das instabile blaue Mangan(IV)-fluorid MnF4. Dieses zerfällt bei Temperaturen über 150 °C in F2 und MnF3.

## Eigenschaften

### Physikalische Eigenschaften
Fluor ist bei Raumtemperatur ein blassgelbes, stechend riechendes Gas. Die Farbe ist von der Schichtdicke abhängig, unterhalb von einem Meter Dicke erscheint das Gas farblos, erst darüber ist es gelb. Unterhalb von −188 °C ist Fluor flüssig und von „kanariengelber“ Farbe. Der Schmelzpunkt des Fluor liegt bei −219,52 °C. Von festem Fluor sind zwei Modifikationen bekannt. Zwischen −227,6 °C und dem Schmelzpunkt liegt Fluor in einer kubischen Kristallstruktur mit Gitterparameter a = 667 pm vor (β-Fluor). Unterhalb von −227,6 °C ist die monokline α-Modifikation mit den Gitterparametern a = 550 pm, b = 328 pm, c = 728 pm und β = 102,17° stabil. Fluor ist mit einer Dichte von 1,6959 kg/m³ bei 0 °C und 1013 hPa schwerer als Luft. Der kritische Punkt liegt bei einem Druck von 52,2 bar und einer Temperatur von 144,2 K (−129 °C).

### Moleküleigenschaften

Molekülorbital-Schema von Fluor

Fluor liegt im elementaren Zustand wie die anderen Halogene in Form zweiatomiger Moleküle vor. Die Bindungslänge im Fluormolekül ist mit 144 pm kürzer als die Einfachbindungen in anderen Elementen (beispielsweise Kohlenstoff-Kohlenstoff-Bindung: 154 pm). Trotz dieser kurzen Bindung ist die Dissoziationsenergie der Fluor-Fluor-Bindung im Vergleich zu anderen Bindungen mit 158 kJ/mol gering und entspricht etwa der des Iodmoleküls mit einer Bindungslänge von 266 pm. Die Gründe für die geringe Dissoziationsenergie liegen vor allem darin, dass sich die freien Elektronenpaare der Fluoratome stark nähern und es zu Abstoßungen kommt. Diese schwache Bindung bewirkt die hohe Reaktivität des Fluors.
Durch die Molekülorbitaltheorie lässt sich die Bindung im Fluormolekül ebenfalls erklären. Dabei werden die s- und p-Atomorbitale der einzelnen Atome zu bindenden und antibindenden Molekülorbitalen zusammengesetzt. Die 1s- und 2s-Orbitale der Fluoratome werden jeweils zu σs und σs*- bindenden und antibindenden Molekülorbitalen. Da diese Orbitale vollständig mit Elektronen gefüllt sind, tragen sie nichts zur Bindung bei. Aus den 2p-Orbitalen werden insgesamt sechs Molekülorbitale mit unterschiedlicher Energie. Dies sind die bindenden σp-, πy- und πz- sowie die entsprechenden antibindenden σp*-, πy*- und πz*-Molekülorbitale. Die π-Orbitale besitzen dabei gleiche Energie. Werden Elektronen in die Molekülorbitale verteilt, kommt es dazu, dass sowohl sämtliche bindenden als auch die antibindenden π*-Orbitale vollständig besetzt sind. Dadurch ergibt sich eine Bindungsordnung von (6–4)/2 = 1 und ein diamagnetisches Verhalten, das auch beobachtet wird.

### Chemische Eigenschaften
Fluor gehört zu den stärksten bei Raumtemperatur beständigen Oxidationsmitteln. Es ist das elektronegativste Element und reagiert mit allen Elementen außer Helium und Neon. Die Reaktionen verlaufen meist heftig. So reagiert Fluor im Gegensatz zu allen anderen Halogenen ohne Lichtaktivierung selbst als Feststoff bei −200 °C explosiv mit Wasserstoff unter Bildung von Fluorwasserstoff. Fluor ist das einzige Element, das mit den Edelgasen Krypton, Xenon und Radon direkt reagiert; so bildet sich bei 400 °C aus Xenon und Fluor Xenon(II)-fluorid.
Auch viele andere Stoffe reagieren lebhaft mit Fluor, darunter viele Wasserstoffverbindungen wie beispielsweise Wasser, Ammoniak, Monosilan, Propan oder organische Lösungsmittel. Mit Wasser reagiert Fluor bei verschiedenen Bedingungen unterschiedlich: Werden geringe Mengen Fluor in kaltes Wasser geleitet, bilden sich Wasserstoffperoxid und Flusssäure.
{\displaystyle \mathrm {F_{2}+2\ H_{2}O\longrightarrow H_{2}O_{2}+2\ HF} }
Bei der Reaktion eines Fluor-Überschusses mit geringen Wassermengen, Eis oder Hydroxiden entstehen dagegen als Hauptprodukte Sauerstoff und Sauerstoffdifluorid.
Mit festen Materialien reagiert Fluor dagegen wegen der kleineren Angriffsfläche langsamer und kontrollierter. Bei vielen Metallen führt die Reaktion mit elementarem Fluor zur Bildung einer Passivierungsschicht auf der Metalloberfläche, die das Metall vor dem weiteren Angriff des Gases schützt. Da die Schicht bei hohen Temperaturen oder Fluordrücken nicht dicht ist, kann es dabei zu einer Weiterreaktion von Fluor und Metall kommen, die zur Aufschmelzung des Materials führt. Da beim Aufschmelzen ständig frisches Metall freigelegt wird, das dann wieder zur Reaktion mit Fluor bereitsteht, kann es letztlich sogar zu einem unkontrollierten Reaktionsverlauf kommen (so genanntes Fluorfeuer).
Auch Kunststoffe reagieren bei Raumtemperatur zumeist sehr kontrolliert mit elementarem Fluor. Wie bei den Metallen führt auch beim Kunststoff die Reaktion mit Fluor zur Bildung einer fluorierten Oberflächenschicht.
Glas ist bei Raumtemperatur gegen Fluorwasserstoff-freies Fluor inert. Bei höherer Temperatur wird jedoch eine mehr oder weniger schnelle Reaktion beobachtet. Verantwortlich hierfür sind Fluoratome, die durch die thermische Dissoziation des molekularen Fluors gebildet werden und dadurch besonders reaktionsfreudig sind. Produkt der Reaktion ist gasförmiges Siliciumtetrafluorid. Spuren von Fluorwasserstoff führen dagegen auch ohne Erhitzen zu einer schnellen Reaktion.

## Isotope
Fluor ist eines von 22 Reinelementen. Natürlich vorkommendes Fluor besteht zu 100 % aus dem Isotop 19F. Daneben sind weitere 16 künstliche Isotope von 14F bis 31F sowie das Isomer 18mF bekannt. Außer dem Isotop 18F, das eine Halbwertszeit von 109,77 Minuten besitzt, zerfallen alle anderen künstlichen Isotope innerhalb von Zeptosekunden (10−21s) bis etwas über einer Minute.
18F wird in der Krebsdiagnostik in Form von Fluordesoxyglucose, Fluorethylcholin, Fluorethyltyrosin bzw. 18F-Fluorid als Radionuklid in der Positronen-Emissions-Tomographie (PET) eingesetzt.
Siehe auch: Liste der Fluor-Isotope

## Verwendung
Aufgrund der hohen Reaktivität und des schwierigen Umgangs mit Fluor kann elementares Fluor nur eingeschränkt verwendet werden. Es wird überwiegend zu fluorierten Verbindungen weiterverarbeitet, die auf andere Weise nicht hergestellt werden können. Der größte Teil des produzierten Fluors wird für die Herstellung von Uranhexafluorid benötigt, was infolge seiner Leichtflüchtigkeit die Anreicherung von 235U mit Gaszentrifugen oder durch das Gasdiffusionsverfahren ermöglicht. Dieses Isotop ist für die Kernspaltung wichtig. Ein zweites wichtiges Produkt, das nur mit Hilfe von elementarem Fluor hergestellt werden kann, ist Schwefelhexafluorid. Dieses dient als gasförmiger Isolator beispielsweise in Hochspannungsschaltern und gasisolierten Rohrleitern.
Fluor dient zudem zur Oberflächenfluorierung von Kunststoffen. Dies wird unter anderem bei Kraftstofftanks in Automobilen eingesetzt, wobei sich eine fluorierte Barriereschicht ausbildet, die unter anderem eine niedrigere Benzindurchlässigkeit bewirkt. Diese Anwendung der Fluorierung steht in Konkurrenz zur Koextrusionstechnologie und dem Metalltank. Eine zweite Wirkung der Fluorierung ist, dass die Oberflächenenergie vieler Kunststoffe erhöht werden kann. Dies findet vor allem Anwendungen, wo Farben, Lacke oder Klebstoffe auf ansonsten hydrophobe Kunststoffoberflächen (Polyolefine) aufgebracht werden sollen. Die Vorteile der Fluorierung von Kunststoffoberflächen liegen in der Behandelbarkeit von Körpern mit ausgeprägten 3D-Strukturen und Hohlräumen. Zudem lassen sich Kleinteile als Schüttgut behandeln und der Effekt bleibt über eine lange Zeit erhalten. Die Fluorierung wird eingesetzt, wenn weiter verbreitete und kostengünstigere Methoden, wie z. B. die Beflammung, nicht einsetzbar sind. Weiter mögliche Effekte, die durch Fluorierung von Kunststoffoberflächen erreicht werden können, sind: verbesserte Faser-Matrix-Haftung, verringerte Reibung und verbesserte Selektivitäten in der Membrantechnik.
Werden Fluor und Graphit zusammen erhitzt, entsteht Graphitfluorid, das als Trockenschmiermittel und Elektrodenmaterial eingesetzt werden kann.

## Nachweis
Für Fluoridionen existieren mehrere Nachweise. Bei der sogenannten Kriechprobe wird in einem Reagenzglas aus Glas eine fluoridhaltige Substanz mit konzentrierter Schwefelsäure versetzt.
{\displaystyle \mathrm {2\ F^{-}+H_{2}SO_{4}\longrightarrow SO_{4}^{2-}+2\ HF} }
Fluorid-Ionen reagieren mit Schwefelsäure zu Sulfat-Ionen und Fluorwasserstoff.
Es steigen Fluorwasserstoffdämpfe auf, die das Glas anätzen. Gleichzeitig ist die Schwefelsäure aufgrund der Veränderung der Oberfläche nicht mehr in der Lage, das Glas zu benetzen.

Wassertropfenprobe

Eine zweite Nachweismöglichkeit ist die sogenannte Wassertropfenprobe. Dabei wird die fluoridhaltige Substanz mit Kieselsäure und Schwefelsäure zusammengebracht. Es entsteht gasförmiges Siliciumtetrafluorid. Über das Gefäß mit der Probe wird ein Wassertropfen gehalten. Durch Reaktion von Siliciumtetrafluorid mit dem Wasser bildet sich Siliciumdioxid, das als charakteristischer weißer Rand um den Tropfen kristallisiert.
{\displaystyle \mathrm {4\ F^{-}+2\ H_{2}SO_{4}+SiO_{2}\longrightarrow SiF_{4}\uparrow +2\ SO_{4}^{2-}+2\ H_{2}O} }
Bildung des Siliciumtetrafluorids.
{\displaystyle \mathrm {SiF_{4}+2\ H_{2}O\longrightarrow SiO_{2}\downarrow +4\ HF} }
Reaktion im Wassertropfen
Siehe auch: Nachweise für Fluorid
In der modernen Analytik, insbesondere für organische Fluorverbindungen spielt die NMR-Spektroskopie eine große Rolle. Fluor besitzt den Vorteil, zu 100 % aus einem Isotop (Reinelement) zu bestehen, das durch NMR-Spektroskopie nachweisbar ist.

## Biologische Bedeutung
Fluor selbst kommt wegen seiner starken Reaktivität nicht elementar vor und hat daher keine biologische Bedeutung. Dagegen spielen die Salze des Fluors, Fluoride, eine Rolle, da sie natürlicherseits und durch technische Zugabe („Fluoridierung“) in Nahrungsmitteln und Trinkwasser enthalten sind.

## Toxikologie
Fluor und viele Fluorverbindungen sind für den Menschen und andere Lebewesen sehr giftig, die letale Dosis (LD50, eine Stunde) liegt bei elementarem Fluor bei 150–185 ppm. Elementares Fluor wirkt auf Lunge, Haut und besonders auf die Augen stark verbrennend und verätzend. Schon bei einem fünfminütigen Kontakt mit 25 ppm Fluor kommt es zu einer erheblichen Reizung der Augen. Gleichzeitig entsteht durch Reaktion mit Wasser (Luftfeuchtigkeit, Hautoberfläche) der ebenfalls giftige Fluorwasserstoff. Eine akute Fluorvergiftung äußert sich je nachdem, über welchen Weg, in welcher Verbindung und Dosis das Fluor in den Körper gelangt ist, mit unterschiedlichen Beschwerden. Eine gastrointestinal entstandene akute Vergiftung mit Fluoriden führt zu Schleimhautverätzungen, Übelkeit, anfänglich schleimigem, später blutigem Erbrechen, unstillbarem Durst, heftigen Leibschmerzen und blutigem Durchfall. Teilweise versterben Betroffene. Bei Aufnahme von Fluorwasserstoff und staubförmigen Fluoriden mit der Atemluft folgen Tränenfluss, Niesen, Husten, Atemnot, Lungenödem bis hin zum Tod unter Krämpfen. Eine über die Haut entstandene Vergiftung mit Fluorwasserstoff (auch in sauren Lösungen von Fluoriden) hat tiefgreifende Nekrosen und schlecht heilende Ulzera zur Folge.

## Sicherheitshinweise
Auf Grund seiner hohen Reaktivität muss Fluor in speziellen Behältnissen aufbewahrt werden. Die Werkstoffe müssen dabei so beschaffen sein, dass sie durch den Kontakt mit Fluor eine Passivierungsschicht ausbilden und so eine Weiterreaktion verhindern. Beispiele für geeignete Werkstoffe sind Stahl oder die Nickel-Kupfer-Legierung Monel. Nicht geeignet sind beispielsweise Glas, das durch entstandenen Fluorwasserstoff angegriffen wird, oder Aluminium. Brennbare Stoffe wie Fett dürfen ebenfalls nicht in Kontakt mit Fluor kommen, da sie unter heftiger Reaktion verbrennen.
Fluor brennt zwar selbst nicht, wirkt aber brandfördernd. Brände bei Anwesenheit von Fluor können nicht mit Löschmitteln gelöscht werden, es muss zunächst der weitere Zutritt von Fluor verhindert werden.

## Verbindungen
Als elektronegativstes aller Elemente kommt Fluor in Verbindungen fast ausschließlich in der Oxidationsstufe −I vor. Es sind von allen Elementen außer Helium und Neon Fluorverbindungen bekannt.

### Fluorwasserstoff
Fluorwasserstoff ist ein stark ätzendes, giftiges Gas. Die wässrige Lösung des Fluorwasserstoffs wird Flusssäure genannt. Während wasserfreier, flüssiger Fluorwasserstoff zu den stärksten Säuren, den so genannten Supersäuren zählt, ist Flusssäure nur mittelstark. Fluorwasserstoff ist eine der wenigen Substanzen, die direkt mit Glas reagieren. Dementsprechend ist die Verwendung als Ätzlösung in der Glasindustrie eine Anwendung von Flusssäure. Darüber hinaus ist Fluorwasserstoff das Ausgangsmaterial für die Herstellung von Fluor und vielen anderen Fluorverbindungen.

### Fluoride

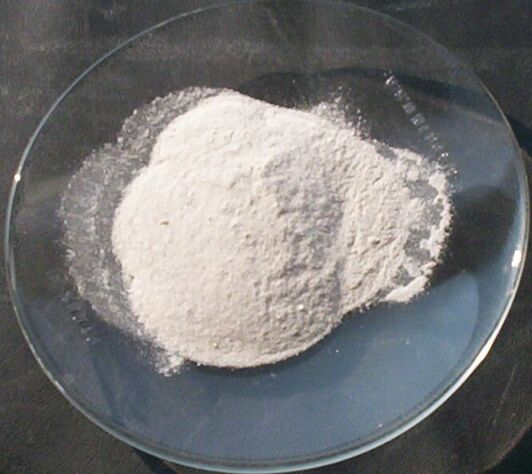
Calciumfluorid

Fluoride sind die Salze des Fluorwasserstoffs. Sie sind die wichtigsten und verbreitetsten Fluorsalze. In der Natur kommt vor allem das schwerlösliche Calciumfluorid CaF2 in Form des Minerals Fluorit vor. Technisch spielen auch andere Fluoride eine Rolle. Beispiele sind das unter Verwendung erwähnte Uranhexafluorid oder Natriumfluorid, das unter anderem als Holzschutzmittel verwendet wird und vor etwa 100 Jahren als Rattengift und Insektizid vermarktet wurde.
Ein in der organischen Chemie häufig verwendetes Fluorid ist das Tetrabutylammoniumfluorid (TBAF). Da TBAF in organischen Lösungsmitteln löslich ist und das Fluoridion nicht durch Kationen beeinflusst wird (sogenanntes „nacktes Fluorid“) wird es als Fluoridquelle in organischen Reaktionen benutzt. Eine weitere wichtige Reaktion des Tetrabutylammoniumfluorids ist die Abspaltung von Silylethern, die als Schutzgruppe für Alkohole verwendet werden.

### Organische Fluorverbindungen
Es existiert eine Reihe von organischen Fluorverbindungen. Eine der bekanntesten fluorhaltigen Stoffgruppen sind die Fluorchlorkohlenwasserstoffe (FCKW). Die niedermolekularen FCKW mit einem oder zwei Kohlenstoffatomen sind gasförmige Stoffe und dienten früher als Kältemittel in Kühlschränken und Treibgas für Spraydosen. Da diese Stoffe den Ozonabbau verstärken und somit die Ozonschicht schädigen, ist ihre Herstellung und Verwendung mit dem Montreal-Protokoll stark eingeschränkt worden. Dagegen sind Fluorkohlenwasserstoffe für die Ozonschicht ungefährlich. Eine weitere umweltschädliche Auswirkung fluorhaltiger organischer Verbindungen ist ihre Absorptionsfähigkeit für Infrarotstrahlung. Daher wirken sie als Treibhausgase.
Eine aus dem Alltag bekannte organische Fluorverbindung ist Polytetrafluorethen (PTFE), die unter dem Handelsnamen Teflon® als Beschichtung von Bratpfannen verwendet wird. Perfluorierte Tenside, die unter anderem bei der Herstellung von PTFE verwendet werden, und andere perfluorierte Verbindungen verfügen über eine äußerst stabile Kohlenstoff-Fluor-Bindung. Diese Bindung verleiht den Stoffen eine hohe chemische und thermische Beständigkeit, was aber auch dazu führt, dass die Substanzen in der Umwelt persistent sind und kaum abgebaut werden.
Siehe auch Kategorie:Organofluorverbindung

### Weitere Fluorverbindungen
Mit den anderen Halogenen bildet Fluor eine Reihe von Interhalogenverbindungen. Ein wichtiges Beispiel hierfür ist Chlortrifluorid, ein giftiges Gas, das vor allem als Fluorierungsmittel eingesetzt wird.
Fluor ist elektronegativer als Sauerstoff, weshalb die Verbindungen zwischen Fluor und Sauerstoff nicht wie die anderen Halogen-Sauerstoffverbindungen als Halogenoxide, sondern als Sauerstofffluoride bezeichnet werden.
Im Gegensatz zu den schwereren Halogenen existiert nur eine Fluorsauerstoffsäure, die Hypofluorige Säure HOF. Der Grund hierfür liegt darin, dass Fluor keine Drei-Zentren-vier-Elektronen-Bindungen ausbildet.
Fluor bildet auch mit den Edelgasen Krypton, Xenon, und Argon einige Verbindungen wie Xenon(II)-fluorid. Kryptondifluorid, die einzige bekannte Kryptonverbindung, ist das stärkste bekannte Oxidationsmittel. Weitere Edelgasverbindungen des Fluor enthalten oft auch noch Atome anderer Elemente, wie beispielsweise das Argonhydrogenfluorid (HArF), die einzige bekannte Argonverbindung.